# Danville (Illinois)
Danville település az Amerikai Egyesült Államok Illinois államában, Vermilion megyében, melynek megyeszékhelye is. Lakosainak száma 29 204 fő (2020. április 1.).

## Népesség
A település népességének változása:
| Lakosok száma | 33 904 | 33 027 | 29 204 |
|               | 2000   | 2010   | 2020   |